# Gliese 876
Gliese 876 (conosciuta anche con il nome di Ross 780) è una stella situata a 15,24 anni luce dal Sistema solare.
Si tratta di una nana rossa molto piccola e fredda in confronto al Sole, di cui possiede il 32% della massa, il 36% circa del diametro e appena lo 0,0016% della luminosità. Fu scoperta da Frank Elmore Ross nel 1928.
Le piccole dimensioni e la classe spettrale di tipo M3.5 V ne farebbero una stella molto comune nelle vicinanze del Sole, ma Gliese 876 è anche uno dei sistemi planetari extrasolari conosciuti più vicini.

## Distanza e visibilità
Gliese 876 è abbastanza vicina al nostro sistema solare. In base alle misurazioni astrometriche del satellite Hipparcos, la stella mostra una parallasse di 212,59 milliarcosecondi, che corrisponde ad una distanza di 4,7 pc (15,24 al). Nonostante la vicinanza la stella è così debole da essere invisibile ad occhio nudo e può essere vista solo con l'ausilio di un telescopio.

## Il sistema planetario
Le prime ipotesi circa l'esistenza di pianeti attorno a questa stella risalgono ai primi anni novanta, ma fu solo nel 1998 che due team di astronomi — uno europeo e l'altro statunitense — annunciarono la presenza di un pianeta di tipo gioviano (Gliese 876 b) orbitante ad appena 0,2 au da essa, con un periodo di soli due mesi. Studi successivi determinarono per questo pianeta una massa pari a circa il doppio di quella di Giove.
Nel 2001 fu scoperto un secondo pianeta (Gliese 876 c), con oltre la metà della massa di Giove, sorprendentemente ancora più vicino alla stella (0,13 au) con un periodo di rivoluzione di un mese lungo un'orbita piuttosto ellittica (e = 0,26).
Risale invece al 2005 la scoperta di un terzo pianeta (Gliese 876 d), ancora più vicino alla stella (appena 0,021 au). Con una massa pari a circa sette volte quella della Terra, al tempo della scoperta era uno dei più piccoli pianeti extrasolari conosciuti e del primo pianeta roccioso ad essere scoperto nelle vicinanze di una stella della sequenza principale. La sua orbita strettissima, che percorre in soli due giorni, lo costringe probabilmente in rotazione sincrona e a mostrare sempre la stessa faccia alla stella, determinando enormi sbalzi di temperatura tra un emisfero e l'altro.
Nel giugno del 2010 avviene la scoperta di un quarto pianeta, Gliese 876 e, che orbita in 124 giorni ad una distanza media dalla stella di 0,33 au e con una massa paragonabile a quella di Urano. Questo pianeta è in risonanza orbitale con Gliese 876 c e Gliese 876 b nel rapporto di 1:2:4, un po' come avviene per le lune di Giove, Io. Europa e Ganimede

### Ricerca di pianeti abitabili
Alla distanza a cui si trova il secondo pianeta del sistema la temperatura dovrebbe essere tale da favorire lo sviluppo di forme di vita in un eventuale satellite del pianeta, anche se l'orbita fortemente ellittica potrebbe determinare sbalzi di temperatura eccessivi. Tuttavia le nane rosse come Gliese 876 sono spesso soggette a variazioni di luminosità (flare), soprattutto nella gamma dell'ultravioletto, il che potrebbe impedire definitivamente lo sviluppo di forme di vita.
Anche il terzo pianeta, anch'esso un gigante gassoso, si trova nella zona abitabile, seppur sul limite esterno. Ha un'eccentricità orbitale piuttosto bassa a differenza del secondo pianeta e potrebbe avere una luna potenzialmente adatta ad avere acqua liquida in superficie.

### Prospetto
Segue un prospetto dei componenti del sistema planetario di Gliese 876, in ordine di distanza dalla stella.
| Pianeta                                                    | Massa    | Periodo orb.  | Sem. maggiore | Eccentricità | Scoperta |
| ---------------------------------------------------------- | -------- | ------------- | ------------- | ------------ | -------- |
| d                                                          | 6,91 M⊕  | 1,938 giorni  | 0,021 au      | 0,082        | 2005     |
| c                                                          | 0,76 MJ  | 30,126 giorni | 0,134 au      | 0,250        | 2001     |
| b                                                          | 2,39 MJ  | 61,082 giorni | 0,214 au      | 0,027        | 1998     |
| e                                                          | 15,43 M⊕ | 124,4 giorni  | 0,345 au      | 0,04         | 2010     |
| Prospetto delle distanze dei pianeti dalla stella centrale |          |               |               |              |          |

## Gliese 876 nella fantascienza
In Building Harlequin's Moon, romanzo di  Larry Niven e Brenda Cooper del 2005, un gruppo di viaggiatori spaziali, abbandonati nel sistema planetario di Gliese 876, tentano di terraformare il gigante gassoso "Arlecchino" (Harlequin), con l'obiettivo di creare nell'arco di molte generazioni una base tecnologica sufficiente per rifornire di carburante la loro nave e proseguire nella loro destinazione originale.